# Ернест і Селестіна
Ернест і Селестіна (фр. Ernest et Célestine) — анімаційна комедійна драма 2012 року режисерів Стефана Об'є, Вінсента Патара та Бенджаміна Реннера. Мультфільм заснований на однойменній серії дитячих книжок бельгійської письменниці та ілюстраторки Габріель Вінсент. Картину було відібрано для показу в секції «Двотижневик режисерів» на Каннському кінофестивалі (2012), як частину програми TIFF Kids на Міжнародному кінофестивалі в Торонто (2012) та на Гонконзькому міжнародному кінофестивалі в 2013.
«Ернест і Селестіна» був обраний для великого конкурсу фільмів на Всесвітньому фестивалі анімаційних фільмів у Заґребі у 2013 році та показаний як фільм-відкриття. Він отримав широке визнання критиків і став першим анімаційним фільмом, який отримав премію «Магрітт» за найкращий фільм. Він був номінований на найкращий повнометражний анімаційний фільм на 86-й церемонії вручення премії Оскар, але поступився мюзиклу «Крижане серце» від Walt Disney Animation Studios.
Продовження, під назвою «Ернест і Селестіна: Подорож до Тарабарії», вийшло у Франції 14 грудня 2022 року.

## Сюжет
Селестіна — молода мишка, яка живе в підземному світі гризунів. У притулку, де вона росте, опікунка розповідає страшні історії про злих ведмедів, які живуть у наземному світі, хоча Селестіна сумнівається в їхній достовірності. Через кілька років, їй, як і всім гризунам, потрібно вчитися на стоматолога, але вона не хоче ставати дантистом і вважає за краще малювати. Її все ж відправляють зібрати молочні зуби, які ведмежата залишають під подушками, і вона опиняється на поверхні, в місті ведмедів. Одного разу ведмедь, що має кондитерську, ловить Селестіну на гарячому та жене її у сміттєвий бак, де та потрапляє в пастку та проводить усю ніч. Наступного ранку знедолений і голодуючий ведмідь гризлі на ім'я Ернест знаходить Селестіну й намагається її з'їсти. Проте вона переконує його відпустити її, в обмін на допомогу проникнути в підвал кондитерської, де той зможе наїстися. На жаль, незабаром його помічає власник магазину та заарештовує поліція. Селестіна, яка відстає від своєї квоти зібраних зубів, погоджується звільнити його з поліцейського візка, якщо той допоможе їй увірватися в офіс дружини власника кондитерської, яка працює дантисткою, аби викрасти зуби.
Хоча спочатку пограбування здається успішним, незабаром пару переслідують поліцейські сили як ведмедів так і гризунів. Їм вдається уникнути арештів, викравши фургон, і втекти до віддаленого будинку Ернеста. Спочатку Ернест не бажає, аби Селестіна залишалася з ним, але вони починають зближуватися після того, як він дізнається про її любов до мистецтва. Він зізнається, що його нинішня бідність є результатом його відмови від плану сім'ї щодо того, аби він став адвокатом, як і його предки, оскільки він хоче стати музикантом. Мишка та ведмідь щасливо проводять зиму разом, хоча їхня радість дещо приглушена постійними радіопередачами, які повідомляють, що поліцейські сили обох міст досі їх шукають, а також про те, що навколо їхніх будинків поширилися громадянські заворушення колись покірних та самовдоволених бідняків, що тепер повстають проти гнобителів вищого класу.
Навесні поліції вдається відстежити викрадений мікроавтобус. Незабаром приїхали дві поліції, ведмеді — через двері, миші — через льох. Миші заарештовують Ернеста, а Селестіна марно намагається вдатися до хитрощів, щоб відбити ведмедів, і також її схоплюють. Обоє одночасно постали перед судом в одній будівлі — на першому поверсі та в підвалі. Хоча кожен з них протестує проти несправедливого відношення до себе, проти упередженості уряду, а також проти відмови продати свого друга, розлючені судді відмовляються слухати. Потім Ернест і Селестіна закликають суддів та решту представників вищого класу звинувачувати їх у жорстокості до простого населення нижчого класу. Під час процесу в будівлі суду випадково спалахнула пожежа, і, поки решта громадян тікають, незважаючи на вимоги розлючених суддів залишитися, Ернест і Селестіна затримуюються, щоб урятувати своїх суддів. Судді водночас принижені та розбиті, бо ті, ким, на їхню думку, вони зможуть керувати завжди, покинули їх, щоб урятувати власні життя, тоді як ті, кого вони намагалися несправедливо покарати, їх урятували. Справді сердечно визнавши поразку, судді знімають звинувачення проти них і не мають іншого виходу, як задовольнити їхнє бажання жити разом. Весь цей час судді висловлюють свою нездатність зрозуміти концепцію безумовних зобов'язань; і можуть лише спостерігати разом із приголомшеним населенням, як будівлі суду згоряють дотла.
Знову об'єднавшись у будинку Ернеста, пара вирішує написати та проілюструвати книгу, яка розповідатиме про історію їхньої дружби, але, на прохання Селестіни, трохи прикрасивши її, зокрема частину про їхню зустріч, коли Ернест намагався з'їсти Селестіну.

## Акторський склад
| Персонаж             | Французький актор озвучення | Український актор дубляжу |
| Персонаж             | Французький актор озвучення | Омікрон (Hurtom)          |
| -------------------- | --------------------------- | ------------------------- |
| Ернест               | Ламберт Вілсон              |                           |
| Селестіна            | Поліна Бруннер              |                           |
| Опікунка             | Енн-Марі Луп                |                           |
| Суддя-щур            | П'єр Батон                  |                           |
| Стоматолог           | Домінік Колліньон           |                           |
| Люсьєн               | Brigitte Virtudes           |                           |
| Жорж                 | Патріс Меленек              |                           |
| Ведмежий суддя       | Федір Аткін                 |                           |
| Шеф поліції ведмедів | Вінсент Грасс               |                           |
| Антіонетта           |                             |                           |

## Оцінка критиків
«Ернест і Селестіна» отримав схвальні відгуки критиків. Агрегатор оглядів фільмів Rotten Tomatoes повідомляє про рейтинг схвалення 98 % на основі 81 рецензії із середнім балом 8,2/10; загальний консенсус стверджує: «Солодкий і візуально чарівний, „Ернест і Селестіна“ пропонує старомодні насолоди для любителів анімації будь-якого віку». На Metacritic картина має оцінку 86 на основі 22 критиків, що вказує на «загальне визнання». Ендрю Чан з Кінокритиків Австралії пише: «Результатом є людська історія двох малоймовірних союзників, дружби миші й ведмедя, що живуть у гармонії. По суті, це так просто, але працює справді чудово». На веб-сайті Роджера Еберта Ґленн Кенні з MSN нагородив фільм 3½ зірками з 4, похваливши його за позитивний меседж дружби. Кенні написав: «Ернест і Селестіна — це найзатишніший фільм, який ви, напевно, побачите за весь рік. Кожен кадр просякнутий камінним теплом, яке, принаймні для мене, миттєво зачаровує і не вщухає».

## Серіал
Телевізійний серіал, створений на основі фільму, «Ернест і Селестіна: Зібрання», складався з 52 серій по 13 хвилин і транслювався на телеканалі France 5 з 1 квітня 2017 року. Ближче до кінця 2017 року в кінотеатрах вийшла добірка з чотирьох епізодів серіалу під назвою «Ернест і Селестина взимку».